# Prix Versailles
Prix Versailles är ett arkitekturpris till samtida verk som varje år delas ut på Unesco högkvarter.
Priset instiftades år 2015 och presenteras som världspriset inom arkitektur och design. Vid varje upplaga tillkännages vinnare i åtta kategorier (museer, köpcentrum, hotell, restauranger, flygplatser, campus, passagerarstationer, sport).
De belönade verken erkänns som ”världens vackraste”. Tre verk i varje kategori tilldelas en världstitel (Prix Versailles, interiör, exteriör). Juryn består av personer med varierande bakgrund. År 2024 utgjordes den av arkitekterna David Adjaye, Sou Fujimoto, Daniel Libeskind, Wang Shu, violinisten Julia Fischer, modedesignern Guo Pei, koreografen Benjamin Millepied och skådespelerskan Blanca Suárez.
Kriterierna som används av domarna innefattar ”innovation, kreativitet, återspegling av det lokala natur- och kulturarvet, miljöprestanda samt värderingarna gemenskap och delaktighet som Förenta nationerna står för”.